# Burg Milseburg
Die Burg Milseburg, auch Liedenküppel genannt, ist eine abgegangene Höhenburg bei 613 m ü. NN auf einem steilen, dem Plateau der Milseburg vorgelagerten Bergkegel, dem „Liedenküppel“, beim Ortsteil Kleinsassen der Gemeinde Hofbieber im Landkreis Fulda in Hessen. Die Burg Milseburg ist nicht zu verwechseln mit dem keltischen Ringwall Milseburg auf dem gleichnamigen Berg.

## Lage

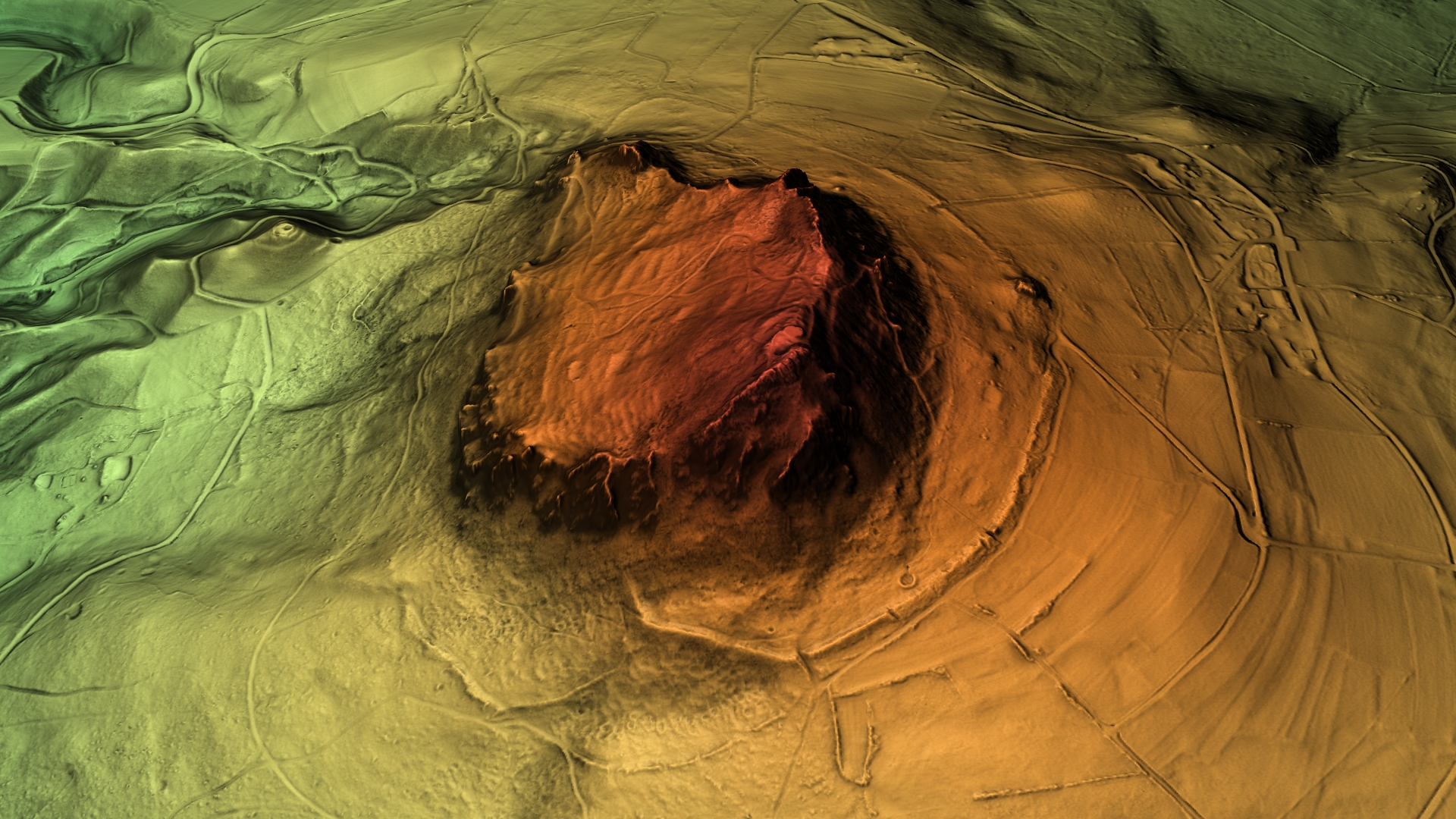
3D-Ansicht des digitalen Geländemodells des Milseburgplateaus, der Burgstall liegt links oben im Bild. Der Zentralbereich, die Ring- und die weitere Sicherungsmauer sowie der Halsgraben sind noch deutlich zu erkennen.

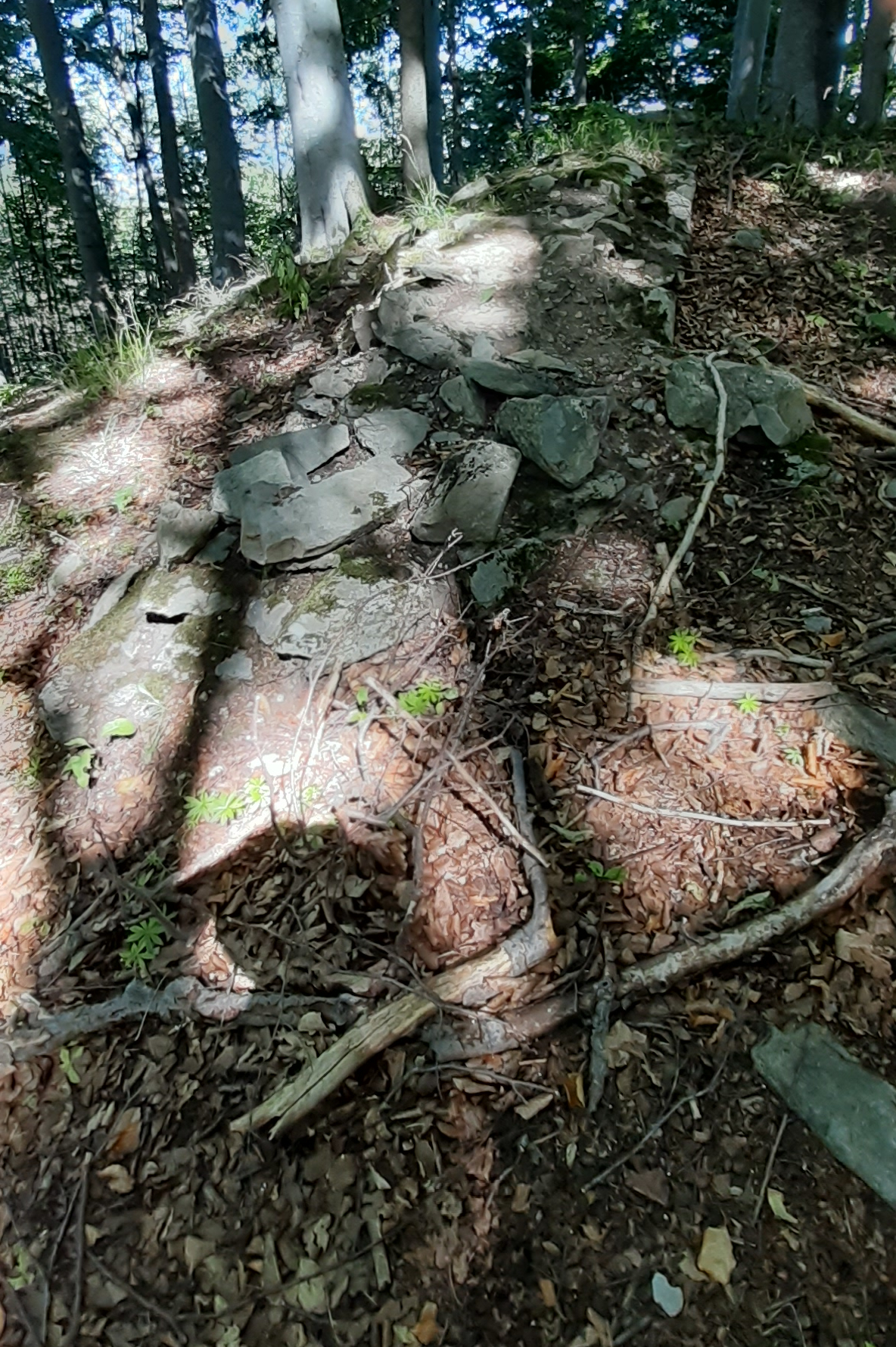
Oberflächlich anstehender Ringmauerrest im Nordwesten

Der Burgstall liegt nordwestlich des Bergplateaus der Milseburg auf einem vorgelagerten steilen Bergkegel, der südöstlich an die Milseburg über einen Grat mit dem Hauptberg verbunden ist. Nördlich fließt ein kleiner namenloser Bach von Osten nach Westen am Burgberg vorbei. Es gibt heute keinen direkten Zugangsweg mehr. Ein Wanderweg umläuft den Bergkegel an drei Seiten. Ein Trampelpfad von der südöstlichen Halsgrabenseite führt steil auf den Gipfel.

## Geschichte
Erstmals urkundlich erwähnt wurde der Berg in einer Urkunde Kaiser Ottos II. am 25. Juli 980. Hierin wurde die "Milsiburg" als Grenzort zwischen dem Bereich des Klosters Fulda und des zu Hünfeld gehörigen Gebietes erwähnt. Die Bezeichnung als Burg lässt kaum einen anderen Schluss zu, als dass bereits zu dieser Zeit eine Burg auf dem Berg existierte. Allerdings wird erstmals im Jahr 1119 auf eine solche Anlage, die Burg Milseburg, urkundlich hingewiesen. Das fränkische Adelsgeschlecht von Milz taucht aber bereits in den frühen Urkunden der Abtei Fulda auf und war auch mit der Burg Haselstein belehnt.
Ob die Burg zwischen 1114 und 1122 durch den Fuldaer Abt Erlolf von Bergholz erobert und erneuert wurde oder erst 1150 bis 1165 unter dem Abt Markward mit den Burgen Bieberstein und Haselstein errichtet bzw. erneuert wurde, hat schon Christoph Brouwer in seiner Chronik nur vorsichtig als Behauptung aufgenommen. Im 13. Jahrhundert wurde sie aufgegeben und war bereits 1450 eine Ruine. 
Die Lage als Gegenstück zu Bieberstein oberhalb des Ortesweges lässt auf jeden Fall eine frühe Befestigung vermuten. 

## Beschreibung
In der Grundrisszeichnung bei Knappe wird eine vollständige Ringmauer, deren südwestliches, auf ca. 50 cm Höhe sichtbares Teilstück mit Durchbruch eine Mauerstärke von etwa 1,20 m aufweist. Die Ringmauer war durchgehend aus Feldsteinen gemauert, wobei die Innenseite aus glatten und verfugten Steinen bestand. Die Burgfläche war nach Norden und Westen steil abfallend. Nach Südosten besteht ein passartiger Übergang zum Bergstock des höherliegenden eigentlichen Milseburgplateaus. In diesem Bereich deutet eine Terrasse auf eine weitere von Südwesten nach Nordosten verlaufende halbumfassende zusätzliche Sicherungsmauer hin. Diese Zugangsseite war im Übergang mit einem Halsgraben gesichert, von dem nur noch der nördliche Teil als kreisförmige Vertiefung sichtbar ist. Der Grundriss deutet darauf hin, dass die Burg als einziges Festes Haus einen Wohnturm hatte. Die Ausmaße der Burg sind mit etwa 21 × 24 m klein.
Der heutige Burgstall der ehemaligen kleinen runden im Kern eckigen Turmburg zeigt noch Teile der Ringmauer und eine Vertiefung des Turms.

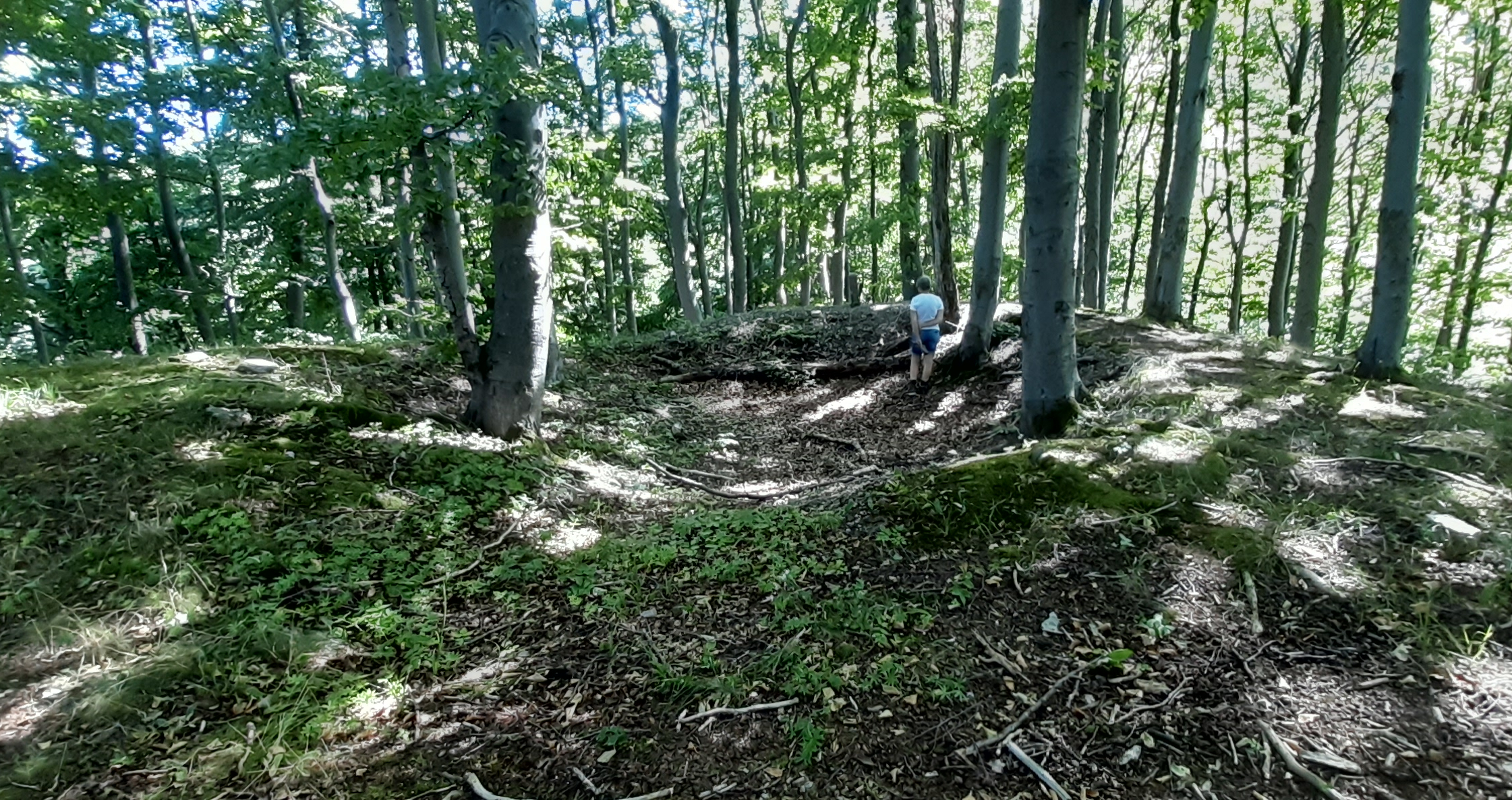
Kernplateau mit Turmstelle
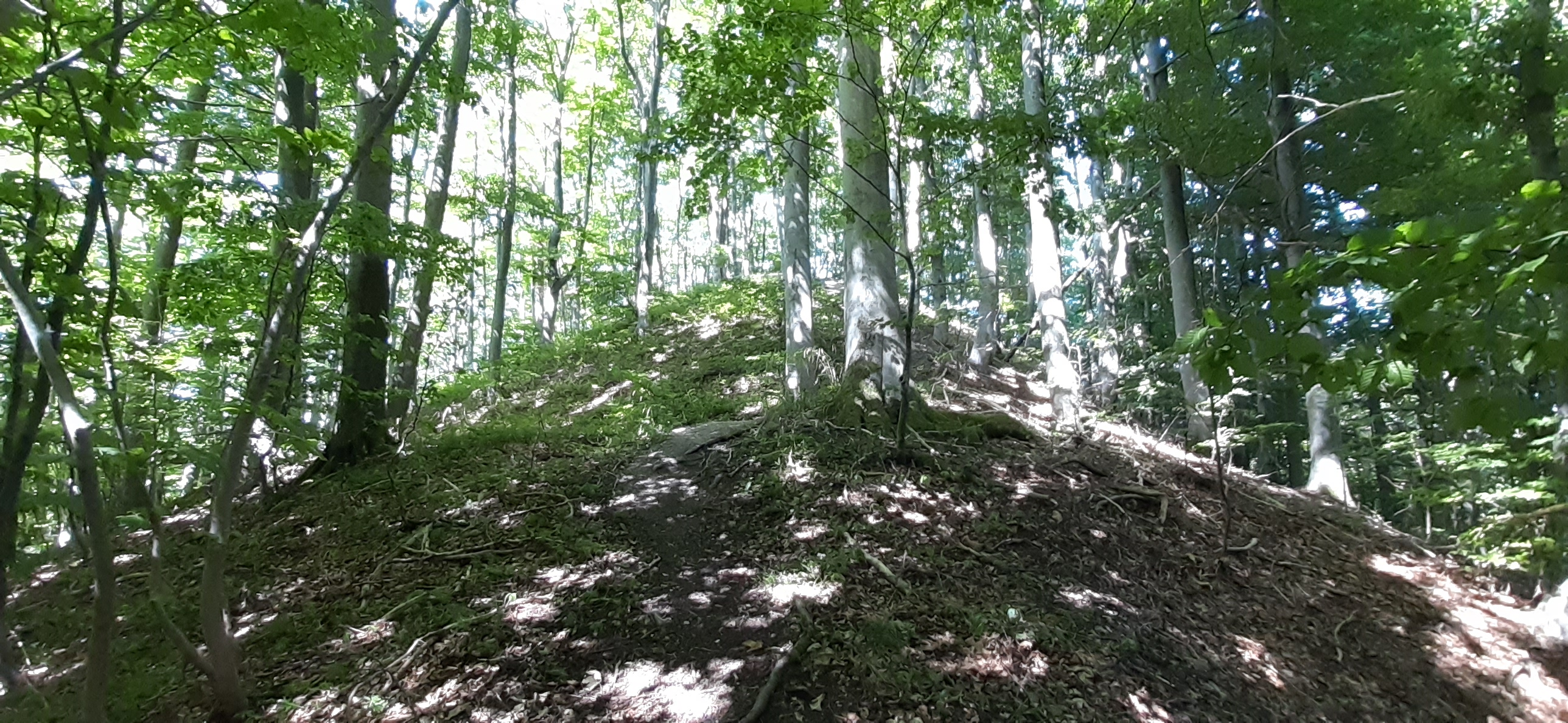
Der schmale Bergkegel
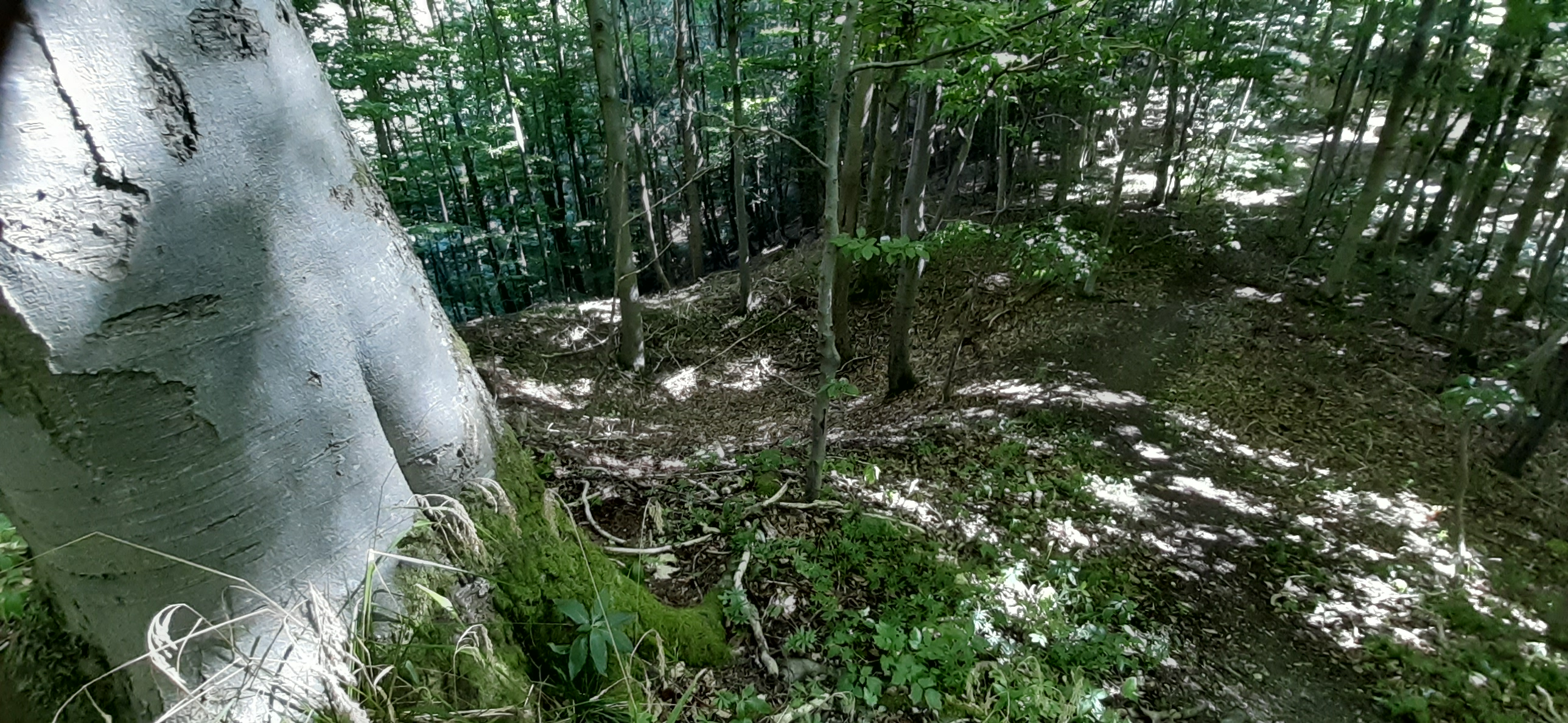
Blick in den Halsgraben
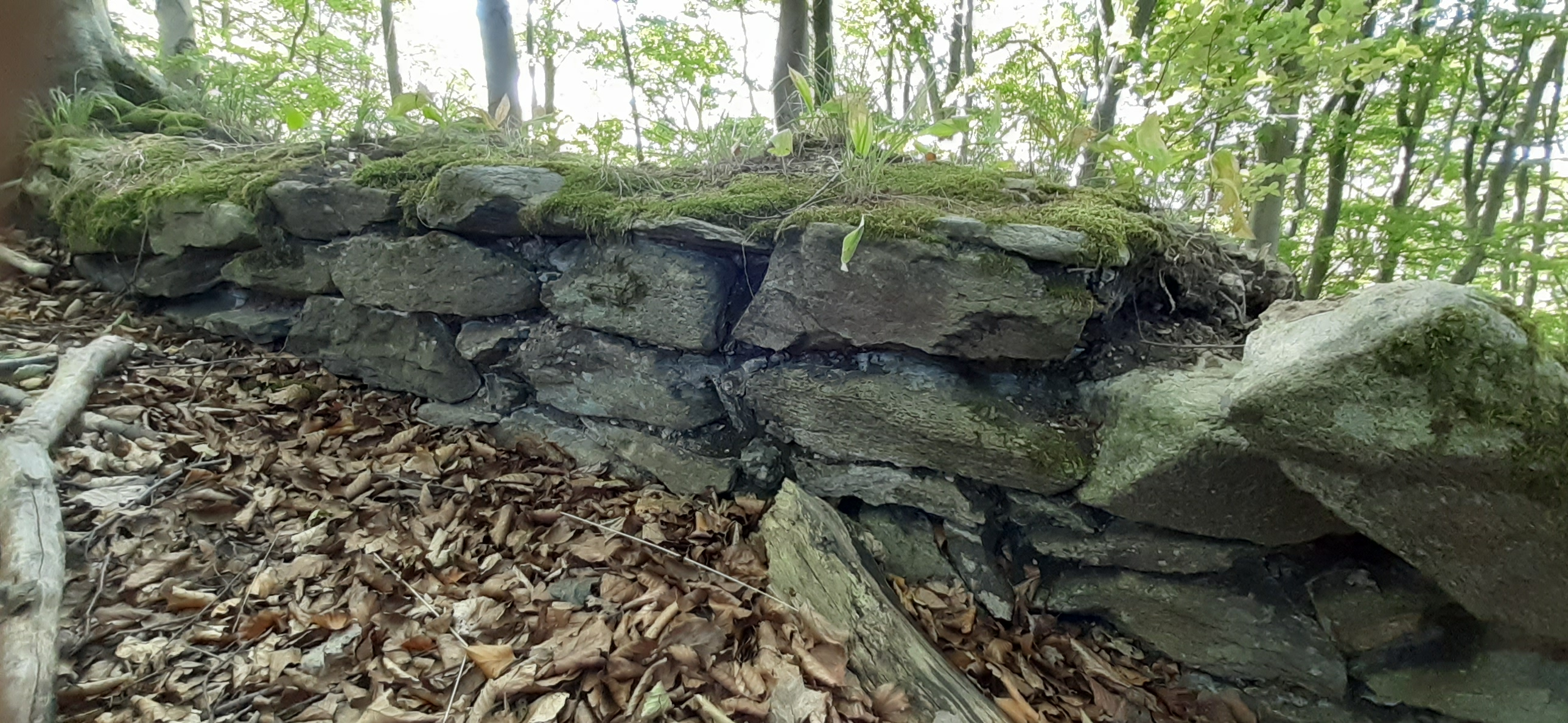
Westlicher Ringmauerrest (Innenseite)
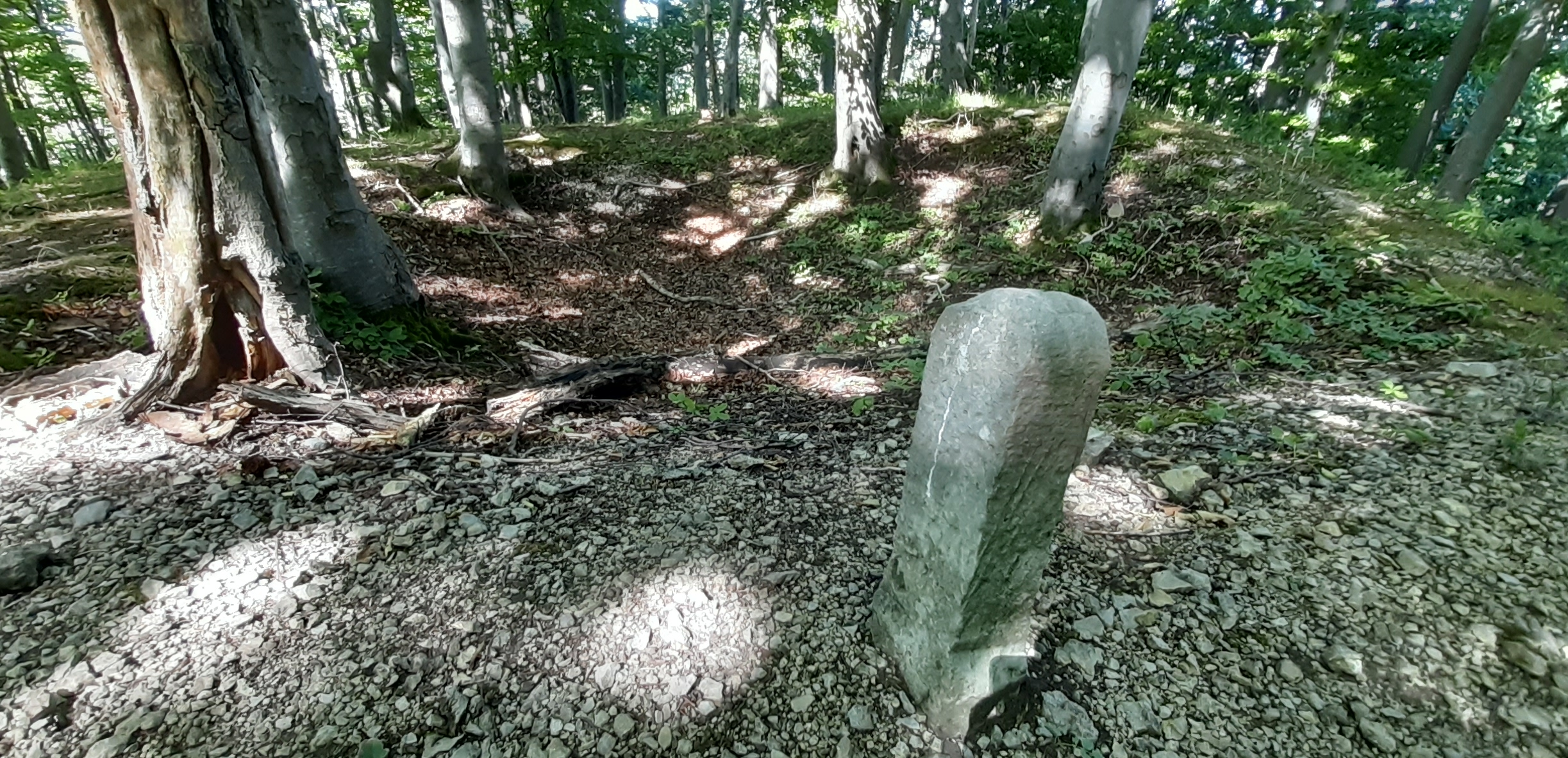
Burgplateau mit Turmstelle und verwittertem neuzeitlichen Grenzstein